# Wahlenbergia serpentina
Wahlenbergia serpentina là loài thực vật có hoa trong họ Hoa chuông. Loài này được Brehmer. miêu tả khoa học đầu tiên năm 1915.